# スチュアート・ギブソン (陸上選手)
スチュアート・ギブソン（英語：Stuart Gibson、1977年1月13日 - ）は、英国スコットランド南西部、グラスゴー出身のウルトラマラソン選手。

## 来歴
国籍は英国、オーストラリア。オーストラリア・タスマニア州ホバート在住。
ギブソンはもともと1500mの中距離陸上競技選手だったが、アキレス腱に怪我を負ったため、一度は競技生活を断念。2004年、オーストラリアに移住してから、ランナーとしてのトレーニングを再開。2010年からウルトラマラソン大会に参加している。
自身初のウルトラマラソン挑戦となったのは2010年5月15日にオーストラリアで開催された100kmのトレイルランニングレース「The North Face 100 Australia」。スチュアート・ギブソンは9時間54分19秒というタイムで優勝した。その後もスチュアート・ギブソンのウルトラマラソン挑戦は続き、4年後の2014年5月17日、「The North Face 100 Australia」では9時間31分11秒というタイムで再び優勝している。

## 受賞歴
| 年月日        | 出場レース名                 | 順位 | タイム  |
| ------------- | ---------------------------- | ---- | ------- |
| 2010年5月15日 | The North Face 100 Australia | 優勝 | 9:54:19 |
| 2014年5月17日 | The North Face 100 Australia | 優勝 | 9:31:11 |